# Natacha Waldmann
Natacha Waldmann (Oostende) is een Belgisch politicus voor Groen. Sinds december 2024 is zij ondervoorzitter van deze partij.

## Levensloop
Natacha Waldmann is opgegroeid in Leffinge. Ze was leidster in de scouts, waar ze zag wat de moeilijkheden waren voor kinderen uit een kwetsbare omgeving, wat later een drijfveer werd om in de politiek te stappen.
Waldmann studeerde in 2003 af aan de Universiteit Gent als Licentiaat Pedagogische Wetenschappen, optie orthopedagogie. Ze behaalde in datzelfde jaar haar diploma in de Academische Initiële Lerarenopleiding aan dezelfde instelling.
Er volgde een bijkomende vierjarige opleiding in de oplossingsgerichte cognitieve interventies en in de systeemgerichte gezinsbegeleiding aan het Korzybski Instituut in Brugge. Die rondde ze af in juni 2014 met een Master Practitioner in de Oplossingsgerichte Therapie. Een tweede master startte ze in 2021 in Politieke Communicatie aan de Universiteit Antwerpen.
In 2003 startte ze als leerkracht expressie aan het MMI aan Kortemark. Daar gaf ze les als docent in de lerarenopleiding aan De Avondschool in Gent. Ze maakte in 2004 de overstap naar het Centrum voor Leerlingenbegeleiding (CLB) in Oostende, waar ze kinderen en jongeren in hun ontwikkeling ondersteunde.
In 2012 ging ze aan de slag als zorgdirecteur bij De Kade vzw in Brugge, waar ze de leiding had over de afdeling jongeren met een gedrags- en emotionele stoornissen (GES).
In 2019 tot 2024 was ze schepen van onderwijs, welzijn & zorg in Oostende. Bevoegd voor onder andere Woon- en Thuiszorg, Armoedebeleid, Onderwijs, Volksgezondheid, Seniorenbeleid, Jeugdzorg, Sociaal Verhuur Kantoor en Crisisopvang. Ze was voorzitter van het Bijzonder Comité voor de Sociale Dienst. Daarvoor was ze gemeenteraadslid van 2014 tot 2018. 
Sinds december 2024 is ze ondervoorzitter van Groen, nadat ze verkozen werd in duo met Bart Dhondt.

## Persoonlijk
Natacha is gehuwd en heeft drie kinderen. Ze woont in Mariakerke.